# 万思瀚
万思瀚（英語：Vasant "Vas" Narasimhan, 1976年8月6日—）是一位美国企业家，医学家。 中文名叫万思瀚。

## 生平
1976年出生于伯灵顿郡，毕业于芝加哥大学, 哈佛法学院和肯尼迪政府学院。毕业后任职于麦肯锡公司。
2005年加入诺华，曾担任全球药物开发负责人，诺华首席医学官。 2018年2月1日起担任诺华公司首席执行官。他同时也是美国国家医学院院士。
2015年被《财富》评选为40位40岁以下精英。

## 家庭
父母来自印度泰米尔纳德邦，1970年代移民至美国。